# 兵庫県立大学環境人間学部・大学院環境人間学研究科
兵庫県立大学環境人間学部（ひょうごけんりつだいがくかんきょうにんげんがくぶ、School of Human Science and Environment）は、兵庫県立大学に設置されている環境科学部に類する学部。兵庫県立大学大学院環境人間学研究科（ひょうごけんりつだいがくだいがくいんかんきょうにんげんがくけんきゅうか、Graduate School of Human Science and Environment）は、兵庫県立大学大学院に設置されている人間環境学研究科。
なお、関連する大学院に淡路キャンパスの緑環境景観マネジメント研究科緑環境景観マネジメント専攻がある。兵庫県立淡路景観園芸学校を参照。
修学地は姫路環境人間キャンパス。

## 沿革
- 1998年（平成10年）姫路短期大学が姫路工業大学に改編統合。姫路工業大一般教育部と短期大学幼児教育学科、経営情報学科、生活環境学科、食物栄養学科などを母体に、環境人間学部を開設
- 2002年（平成14年）姫路工業大学大学院に環境人間学研究科博士前期課程（修士、人間環境部門と社会環境部門）開設
- 2004年 (平成16年）大学統合に伴い兵庫県立大学環境人間学部・大学院環境人間学研究科に改組。博士後期課程（博士）を新規開設
- 2007年 (平成19年）博士前期課程に共生博物部門創設
- 2009年 (平成21年）学科を人間形成、国際教養、環境共生社会、環境システム、環境デザイン、健康創造の6つの教育コース制に再編。また食環境栄養課程設置
- 2011年 (平成23年）エコ・ヒューマン地域連携センター設置
- 2013年 (平成25年）先端食科学研究センター設置
- 2016年 (平成28年）文部科学省大学教育再生加速プログラム（AP）事業に採択
- 2018年 (平成30年）コース制から4系・1課程にカリキュラム改編

## 学部組織
環境人間学部
- 環境人間学科
  - (人間環境部門)
    - 人間形成系
    - 国際文化系

  - (社会環境部門)
    - 社会デザイン系
    - 環境デザイン系

  - 食環境栄養課程（管理栄養士養成施設）

## 大学院
環境人間学研究科
- 環境人間学専攻
  - 人間環境部門（人間科学・文化、食環境栄養、先端医療工学〈兵庫県立はりま姫路総合医療センター〉）
  - 社会環境部門（公共政策、建築・都市）
  - 共生博物部門（自然・環境、共生博物。兵庫県立人と自然の博物館および兵庫県森林動物研究センター）